# Quietismo

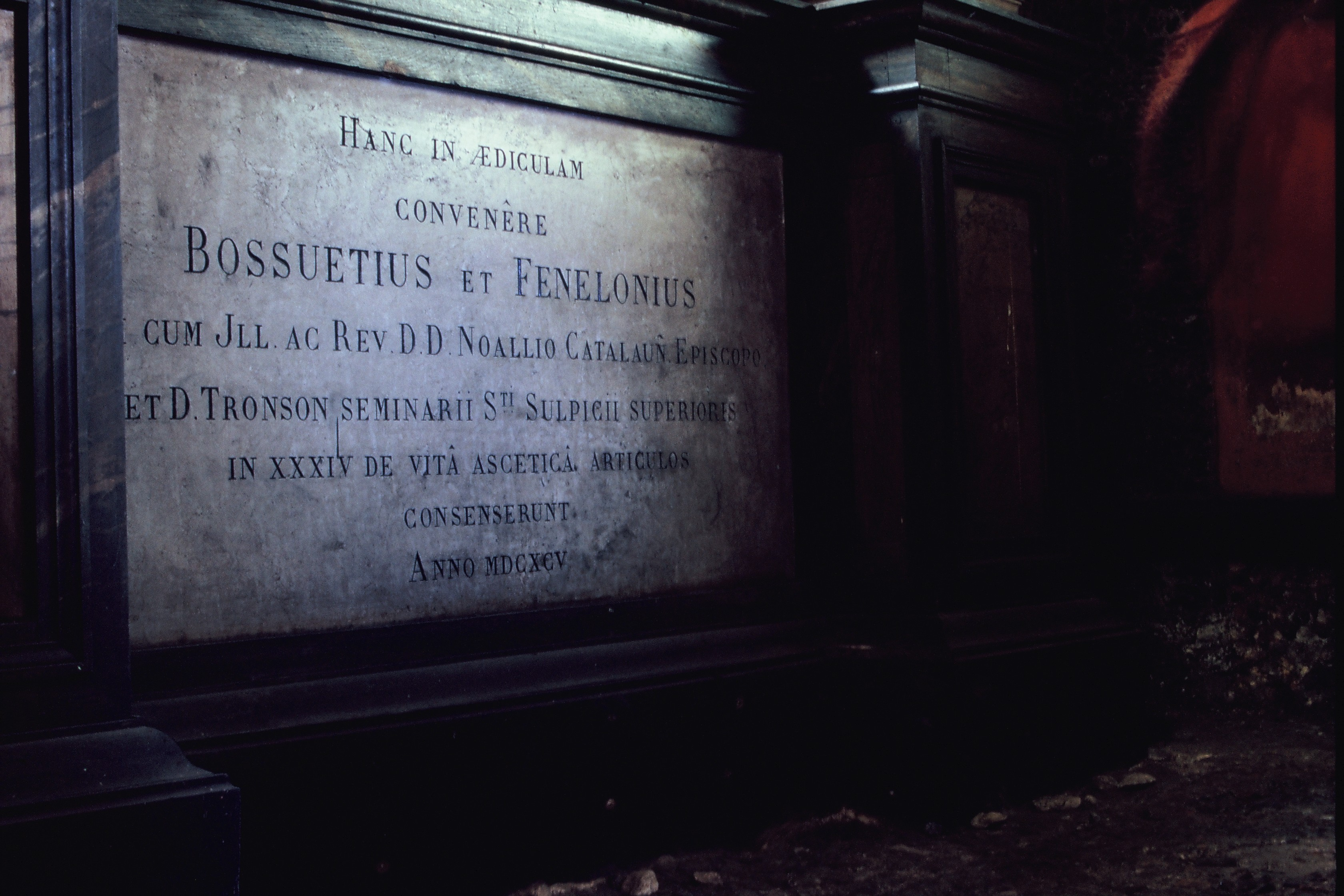
Targa commemorativa del dibattito sul quietismo tra Bossuet e Fénelon. Seminario Saint-Sulpice, Issy-les-Moulineaux.

Il quietismo, detto anche molinosismo, è una dottrina mistica che ha lo scopo di indicare la strada verso Dio e la perfezione cristiana, consistente in uno stato di quiete passiva e fiduciosa dell'anima. Attraverso questo stato continuo di serenità e di unione in Dio, l'anima raggiunge una specie di indifferenza mistica, fino ad arrivare a negare le pratiche e le liturgie comuni della religione tradizionale.

## Storia
Il quietismo ebbe origine in Italia verso la fine del XVII secolo, dalle idee del teologo spagnolo Miguel de Molinos, contenute nella sua opera principale, la Guida Spirituale (1675). Il quietismo si focalizza sulla perfezione cristiana, raggiungibile solo grazie alla vicinanza con Dio; il percorso quietista è caratterizzato da un profondo e continuo "desiderio di Dio", di tranquillità cristiana e di unione, che porta alla fine del percorso mistico alla cessazione delle pratiche che hanno permesso il percorso stesso (quindi i vincoli dell'ascesi e la liturgia). Per il quietismo, Dio è l'unico obiettivo della vita cristiana.
Opposto ad ogni forma di spiritualismo, il quietismo appare come una reazione al giansenismo, dal momento che l'itinerario mistico proposto rende Dio più accessibile all'anima umana, lontano dai rigorismi e dalle dure ascesi giansenistiche prive di un collegamento diretto con la certezza della salvezza spirituale (vedi Doppia predestinazione).
Il quietismo trovò vari sbocchi nell'ambiente intellettuale e filosofico francese, e fu adottato da personalità come Monsieur Ponthieu e, più tardi, da Andrew Michael Ramsay.
La dottrina quietista venne ufficialmente condannata come eresia da Papa Innocenzo XI con la pubblicazione della bolla Coelestis Pastor del 20 novembre 1687.
Le idee quietiste, combattute aspramente dal Bossuet, ripresero vigore in Francia dieci anni più tardi con Madame Jeanne Guyon e la sua opera intitolata Moyen court et très facile de faire oraison (1685). Nel dibattito teologico si inserì anche Fénelon con l'Explications des maximes des saints sur la vie intérieure, nel quale si difende l'ortodossia cattolica, e si fa appello agli insegnamenti di Clemente Alessandrino e Giovanni Cassiano.
Il 12 marzo 1699 papa Innocenzo XII, con il breve Cum alias, condannava 23 tesi tratte dall'opera di Fénelon.
La vittoria di Bousset su Fénelon e Madame Guyon, segnò l'evento che dal teologo e storico Louis Cognet viene descritto come "il crepuscolo dei mistici", cioè la fine dell'autentico misticismo cristiano in Francia.

## Fenomeni analoghi
Nella cristianità orientale, soprattutto per quanto riguarda la Chiesa ortodossa, può essere considerato una pratica spirituale e teologica estremamente simile l'esicasmo, cioè un ascetismo mirato al raggiungimento della pace interiore e della comunione con Dio. A differenza del quietismo, il quale si era sviluppato in un'epoca in cui la Chiesa cattolica tendeva a condannare come eresia qualunque dottrina che non fosse stata promulgata dalla Chiesa di Roma stessa, l'esicasmo divenne una delle forme di misticismo cristiano più popolari e accettate in Oriente (il monaco ortodosso Gregorio Palamas fu uno dei maggiori sostenitori della dottrina esicasta).